# モーリッツ・フォン・ハーナウ＝ホロヴィッツ
モーリッツ・フィリップ・ハインリヒ・フォン・ハーナウ・ウント・ツー・ホロヴィッツ（Moritz Philipp Heinrich Prinz von Hanau und zu Hořowitz, 1834年5月4日 - 1889年3月24日）は、最後のヘッセン選帝侯フリードリヒ・ヴィルヘルム1世の次男。ハーナウ侯（1875年 - 1889年）。

## 生涯
選帝侯とその身分違いの妻ゲルトルーデ・レーマンの間の第4子、次男として生まれた。兄弟姉妹は1853年に母が授けられたハーナウ侯夫人の爵位に基づく、ハーナウ侯子・侯女の身分を有していた。
父選帝侯は平民出身の母から生まれたためヘッセン家の正式な成員と認められない息子たちのために、ハーナウ＝ホロヴィッツ侯爵家の家族世襲財産を設立していた。この世襲財産の本来の相続人は兄フリードリヒだったが、フリードリヒは1856年に父の許しを得ずに女優と駆け落ち結婚し、父の怒りを買って相続権を剥奪された。このため、モーリッツが母のハーナウ侯爵位と世襲財産を継ぐことになった。
モーリッツは若い頃から父の命を受けベルリンやサンクトペテルブルクの宮廷で外交儀礼の任務をこなした。彼は父選帝侯の愛息子だった。そしてヘッセン選帝侯位の推定相続人だったヘッセン＝ルンペンハイム方伯ヴィルヘルムからも潜在的なライバルと目されていた。実際、父選帝侯は貴賤結婚により生まれた自身の息子たちに選帝侯位の相続権を授けたいと考えていたが、これは当時の時代背景の中では実現不可能な企てだった。仮に選帝侯がモーリッツを継承者に指名したとしても、諸外国のうちの1国でもモーリッツを正統な後継者として承認する国は無かっただろうからである。
その後、オーストリア帝国軍の陸軍士官としてウィーンに暮らし、以前カッセルで歌手をしていたルイーゼ・ライプハルト（1828年 - 1899年）と恋愛関係にもなったが、借金で首が回らなくなるとカッセルに戻った。カッセルで彼は地元の下級貴族の娘アンナ・フォン・ロスベルク（1829年 - 1875年）と知り合い、内縁関係となった。2人の結婚は選帝侯その他の家族の反対に遭って実現せず、この諍いのためモーリッツと父選帝侯は断交状態となった。1866年、ドイツ戦争に敗れた父選帝侯が領国をプロイセン王国領に併合され亡命者となった時も、モーリッツは父に付き従うことなく、元の敵方だったプロイセン軍に仕官した。1868年、彼は陸軍中佐まで昇るとプロイセン軍を退役している。
1875年1月の年明けに父が死ぬと、ハーナウ侯爵家の世襲財産を相続した、そして3か月後の1875年4月15日にフライブルク・イム・ブライスガウにおいて、長年の伴侶だったアンナ・フォン・ロスベルクと正式に結婚した。妻は結婚の翌年1876年に死去し、2人の間には子供もいなかった。ハーナウ侯位と家族世襲財産は弟のヴィルヘルムが相続した。

## 引用・脚注
1. ↑  Hassenpflug, S. 362.
2. ↑  Hassenpflug, S. 164f.
3. ↑  選帝侯は常日頃より「カッセルの住民とは誰一人として（„mit ganz Kassel verwandt“ ）」親類にはなりたくない、と言っていたという。: Losch, S. 35..